# Pinols
Pinols est une commune française située dans le département de la Haute-Loire en région Auvergne-Rhône-Alpes.

## Géographie

### Situation
Nichée à une altitude de 1 010 mètres, la commune bénéficie d'un climat tempéré caractérisé par des hivers froids et des étés doux, accompagnés de précipitations abondantes. Ancien siège de canton, Pinols marque le point final de la route de Saint-Flour en Haute-Loire. Quelques trouées permettent au regard de s'échapper vers le Sancy, le Cézallier et les monts du Cantal. On y aperçoit quelques-unes des éoliennes d'Ally.

#### Localisation
La commune de Pinols se trouve dans le département de la Haute-Loire, en région Auvergne-Rhône-Alpes.
Elle se situe à 58 km par la route du Puy-en-Velay, préfecture du département, à 44 km de Brioude, sous-préfecture, et à 15 km de Langeac, bureau centralisateur du canton de Gorges de l'Allier-Gévaudan dont dépend la commune depuis 2015 pour les élections départementales.
Les communes les plus proches sont : 
Tailhac (3,6 km), Ferrussac (4,7 km), Desges (4,9 km), Cronce (6,1 km), Auvers (6,2 km), Chazelles (6,9 km), Arlet (7,2 km), Pébrac (7,9 km).
| Cronce             | Ferrussac | Langeac |
| Chastel            | Pinols    | Tailhac |
| Clavières (Cantal) | Auvers    | Desges  |

### Environnement
L'environnement naturel est la hétraie-sapinière montagnarde, caractéristique de cet environnement schisto-granitique.
Aujourd'hui, la forêt de pins qui entoure Pinols est relativement réduite : pour des raisons financières, les propriétaires de parcelles forestières, de même que l'ONF, ont planté en surfaces importantes de l'épicéa puis du mélèze, à revenus rapides.
Ceci a eu pour effet d'acidifier les sols, de détruire la flore originelle ainsi que de déséquilibrer la faune de façon irréversible.
Par exemple, à 1 150 m d'altitude, dans le hameau de la Pierre Plantée, en forêt mixte résineux et feuillus, on trouve 175 espèces d'invertébrés, tandis qu'au bourg ou à La Crou Crozatier, en monoculture d'épicéas à la même altitude, on ne trouve plus que 5 espèces.

### Climat
Pour des articles plus généraux, voir Climat d'Auvergne-Rhône-Alpes et Climat de la Haute-Loire.
En 2010, le climat de la commune est de type climat des marges montargnardes, selon une étude du Centre national de la recherche scientifique s'appuyant sur une série de données couvrant la période 1971-2000. En 2020, Météo-France publie une typologie des climats de la France métropolitaine dans laquelle la commune est exposée à un climat de montagne ou de marges de montagne et est dans la région climatique Sud-est du Massif Central, caractérisée par une pluviométrie annuelle de 1 000 à 1 500 mm, minimale en été, maximale en automne.
Pour la période 1971-2000, la température annuelle moyenne est de 7,7 °C, avec une amplitude thermique annuelle de 15,4 °C. Le cumul annuel moyen de précipitations est de 815 mm, avec 9,5 jours de précipitations en janvier et 6,5 jours en juillet. Pour la période 1991-2020, la température moyenne annuelle observée sur la station météorologique de Météo-France la plus proche, « Auvers », sur la commune d'Auvers à 6 km à vol d'oiseau, est de 6,7 °C et le cumul annuel moyen de précipitations est de 1 045,3 mm,. Pour l'avenir, les paramètres climatiques de la commune estimés pour 2050 selon différents scénarios d'émission de gaz à effet de serre sont consultables sur un site dédié publié par Météo-France en novembre 2022.

## Urbanisme

### Typologie
Au 1er janvier 2024, Pinols est catégorisée commune rurale à habitat très dispersé, selon la nouvelle grille communale de densité à sept niveaux définie par l'Insee en 2022.
Elle est située hors unité urbaine. Par ailleurs la commune fait partie de l'aire d'attraction de Langeac, dont elle est une commune de la couronne,. Cette aire, qui regroupe 14 communes, est catégorisée dans les aires de moins de 50 000 habitants,.

### Occupation des sols
L'occupation des sols de la commune, telle qu'elle ressort de la base de données européenne d’occupation biophysique des sols Corine Land Cover (CLC), est marquée par l'importance des forêts et milieux semi-naturels (66,8 % en 2018), une proportion sensiblement équivalente à celle de 1990 (67,5 %). La répartition détaillée en 2018 est la suivante : 
forêts (62,4 %), prairies (24,1 %), zones agricoles hétérogènes (8,4 %), milieux à végétation arbustive et/ou herbacée (4,4 %), zones urbanisées (0,7 %). L'évolution de l’occupation des sols de la commune et de ses infrastructures peut être observée sur les différentes représentations cartographiques du territoire : la carte de Cassini (XVIIIe siècle), la carte d'état-major (1820-1866) et les cartes ou photos aériennes de l'IGN pour la période actuelle (1950 à aujourd'hui).

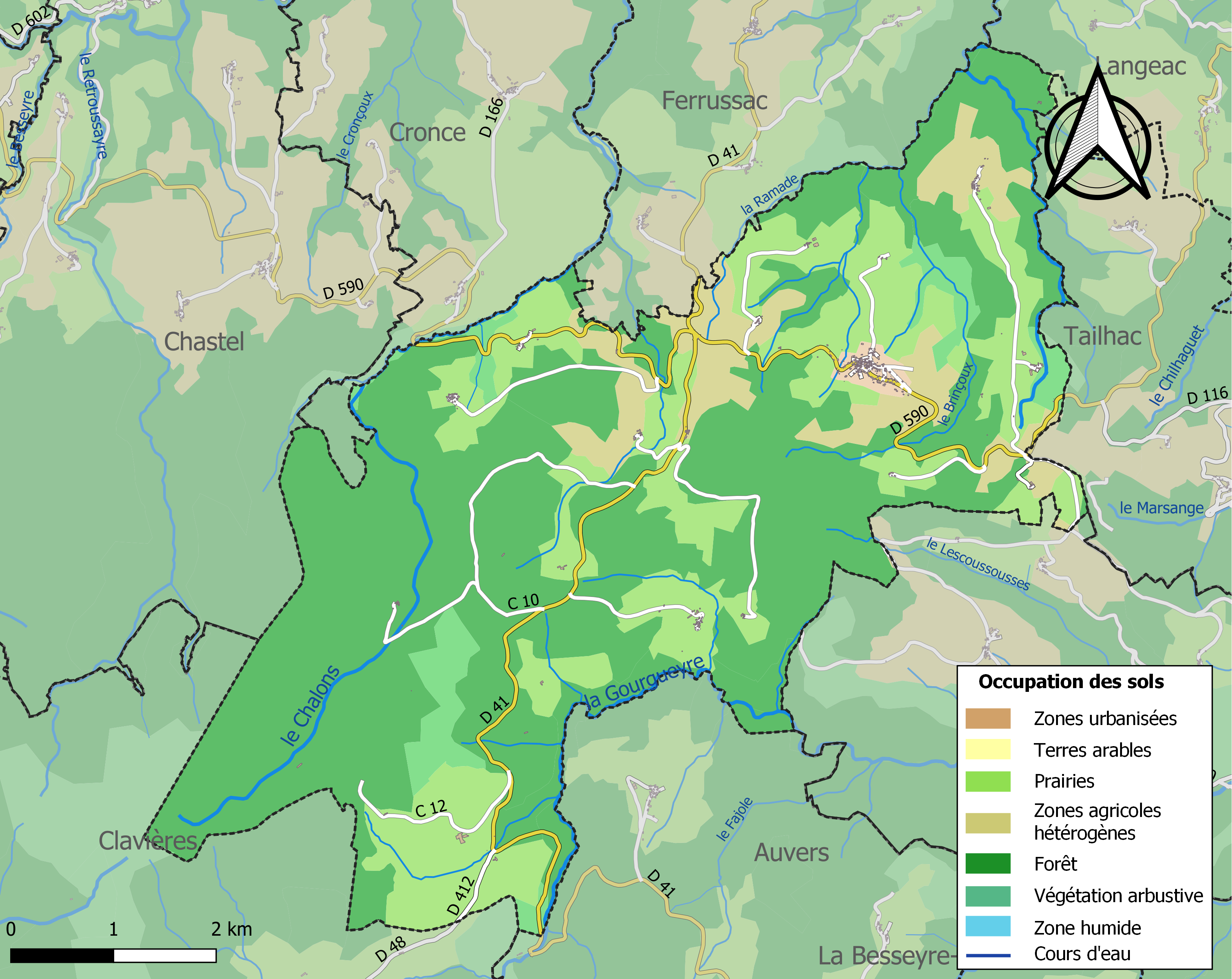
Carte des infrastructures et de l'occupation des sols de la commune en 2018 (CLC).

### Habitat et logement
En 2018, le nombre total de logements dans la commune était de 263, alors qu'il était de 259 en 2013 et de 254 en 2008.
Parmi ces logements, 42 % étaient des résidences principales, 35,8 % des résidences secondaires et 22,2 % des logements vacants. Ces logements étaient pour 91,3 % d'entre eux des maisons individuelles et pour 8,7 % des appartements.
Le tableau ci-dessous présente la typologie des logements à Pinols en 2018 en comparaison avec celle de la Haute-Loire et de la France entière. Une caractéristique marquante du parc de logements est ainsi une proportion de résidences secondaires et logements occasionnels (35,8 %) supérieure à celle du département (16,1 %) et à celle de la France entière (9,7 %). Concernant le statut d'occupation de ces logements, 87,2 % des habitants de la commune sont propriétaires de leur logement (81,9 % en 2013), contre 70 % pour la Haute-Loire et 57,5 pour la France entière.
| Typologie                                               | Pinols | Haute-Loire | France entière |
| ------------------------------------------------------- | ------ | ----------- | -------------- |
| Résidences principales (en %)                           | 42     | 71,5        | 82,1           |
| Résidences secondaires et logements occasionnels (en %) | 35,8   | 16,1        | 9,7            |
| Logements vacants (en %)                                | 22,2   | 12,4        | 8,2            |

## Toponymie
Villa de Pinhols (1301), Pinols (1351), Pigneux (1379), Pignoulx (1398), Pinholz (1401), Ecclesia S. Martini de Pinolis (1479).
Le nom de la commune vient de « pinhol » qui signifie « jeune pin » en occitan.

## Histoire

### Moyen Âge
En 1476, par ses lettres patentes, Louis XI autorisa des foires annuelles, de sorte que la ville s'accroisse.

### Époque moderne
Au XVIIIe siècle, Pinols était une paroisse active avec une population de 131 habitants, exerçant des métiers variés : tisserands, meuniers, maréchal-ferrant, cabaretier, et plus encore. Un document de 1751 révèle l'impôt de la taille destiné à la reconstruction de l'église, et mentionne deux moulins dans la paroisse. L'inventaire de 1756 montre l'apparition de nouveaux métiers, comme les sabotiers, liés aux longues périodes hivernales.
En 1772, Pinols, qui faisait autrefois partie du Velay, appartenait à l'Auvergne, dont la limite passait alors près du Puy et de Polignac.
À la fin du XVIIIe siècle, le comte de Gilbertès proposa un tracé reliant Langeac à Saint-Flour via Pinols et Védrines, mais l'intendant refusa, arguant que le trajet emprunterait un chemin enneigé pendant six mois de l'année,.

### Époque contemporaine
Le 28 octobre 1801, un décret des consuls créa le canton de Pinols, qui exista jusqu'en 2015.
Au XIXe siècle, les montagnes de la Haute-Loire, entre Langeac et Blesle, ont été explorées pour leurs ressources minières. La mine de plomb argentifère de Montgros, à Pinols, a été exploitée de 1890 à 1912 par des paysans-mineurs dans des conditions difficiles. Une autre mine a existé sous le Boussillon. Aujourd'hui, il ne reste que des ruines des infrastructures créées.
Les affrontements qui se sont déroulés à Pinols les 10 et 11 juin 1944 sont une composante des combats du Mont-Mouchet, une offensive allemande visant à réprimer la concentration de maquisards, appelée par le colonel Gaspard. Au total, 50 personnes ont perdu la vie lors de ces événements, dont 19 le 10 juin et 31 le jour suivant, lors des combats au Crépoux. À cela s'ajoute le décès de 10 civils. De plus, plusieurs résistants ont été fusillés ou exécutés sommairement.

## Politique et administration

### Découpage territorial
La commune de Pinols est membre de la communauté de communes des Rives du Haut Allier, un établissement public de coopération intercommunale (EPCI) à fiscalité propre créé le 27 décembre 2016 dont le siège est à Langeac. Ce dernier est par ailleurs membre d'autres groupements intercommunaux.
Sur le plan administratif, elle est rattachée à l'arrondissement de Brioude, au département de la Haute-Loire, en tant que circonscription administrative de l'État, et à la région Auvergne-Rhône-Alpes.
Sur le plan électoral, elle dépend du canton de Gorges de l'Allier-Gévaudan pour l'élection des conseillers départementaux, depuis le redécoupage cantonal de 2014 entré en vigueur en 2015, et de la deuxième circonscription de la Haute-Loire   pour les élections législatives, depuis le redécoupage électoral de 1986.

### Liste des maires
| Période                                  | Période                       | Identité             | Étiquette | Qualité |
| ---------------------------------------- | ----------------------------- | -------------------- | --------- | --- |
| Les données manquantes sont à compléter. |                               |                      |           | |
| 1942                                     | 1945                          | Louis-Alfred Servant |           | Propriétaire cultivateur, marchand de vin, Conseiller d'arrondissement, Nommé conseiller départemental en 1942. |
|                                          |                               |                      |           | |
| 1995                                     | 2008                          | Daniel Estieu        | SE        | Conseiller général du canton de Pinols (2001-2015)                                                              |
| 2008                                     | 2014                          | Maguy Bouche         |           | |
| 2014                                     | En cours (au 14 juillet 2023) | Jessica Coudert      |           | |

## Population et société

### Démographie

#### Évolution démographique
L'évolution du nombre d'habitants est connue à travers les recensements de la population effectués dans la commune depuis 1793. Pour les communes de moins de 10 000 habitants, une enquête de recensement portant sur toute la population est réalisée tous les cinq ans, les populations de référence des années intermédiaires étant quant à elles estimées par interpolation ou extrapolation. Pour la commune, le premier recensement exhaustif entrant dans le cadre du nouveau dispositif a été réalisé en 2005.

En 2022, la commune comptait 183 habitants, en évolution de −7,58 % par rapport à 2016 (Haute-Loire : +0,36 %, France hors Mayotte : +2,11 %).
| 1793 | 1800 | 1806 | 1821 | 1831 | 1836 | 1841 | 1846 | 1851 |
| ---- | ---- | ---- | ---- | ---- | ---- | ---- | ---- | ---- |
| 702  | 742  | 779  | 766  | 802  | 823  | 800  | 807  | 836  |

| 1856 | 1861 | 1866 | 1872 | 1876 | 1881 | 1886 | 1891 | 1896 |
| ---- | ---- | ---- | ---- | ---- | ---- | ---- | ---- | ---- |
| 845  | 913  | 925  | 877  | 904  | 895  | 852  | 849  | 792  |

| 1901 | 1906 | 1911 | 1921 | 1926 | 1931 | 1936 | 1946 | 1954 |
| ---- | ---- | ---- | ---- | ---- | ---- | ---- | ---- | ---- |
| 816  | 809  | 789  | 690  | 626  | 631  | 637  | 569  | 537  |

| 1962 | 1968 | 1975 | 1982 | 1990 | 1999 | 2005 | 2006 | 2010 |
| ---- | ---- | ---- | ---- | ---- | ---- | ---- | ---- | ---- |
| 516  | 463  | 382  | 333  | 321  | 267  | 241  | 236  | 227  |

| 2015 | 2020 | 2022 | - | - | - | - | - | - |
| ---- | ---- | ---- | - | - | - | - | - | - |
| 200  | 189  | 183  | - | - | - | - | - | - |

#### Pyramide des âges
La population de la commune est relativement âgée.
En 2018, le taux de personnes d'un âge inférieur à 30 ans s'élève à 14,8 %, soit en dessous de la moyenne départementale (31 %). À l'inverse, le taux de personnes d'âge supérieur à 60 ans est de 50,2 % la même année, alors qu'il est de 31,1 % au niveau départemental.
En 2018, la commune comptait 94 hommes pour 97 femmes, soit un taux de 50,79 % de femmes, légèrement inférieur au taux départemental (50,87 %).
Les pyramides des âges de la commune et du département s'établissent comme suit.
| Hommes | Classe d’âge | Femmes |
| ------ | ------------ | ------ |
| 2,2    | 90 ou +      | 3,1    |
| 6,5    | 75-89 ans    | 17,7   |
| 36,6   | 60-74 ans    | 34,4   |
| 25,8   | 45-59 ans    | 17,7   |
| 14,0   | 30-44 ans    | 12,5   |
| 6,5    | 15-29 ans    | 4,2    |
| 8,6    | 0-14 ans     | 10,4   |

| Hommes | Classe d’âge | Femmes |
| ------ | ------------ | ------ |
| 0,9    | 90 ou +      | 2,5    |
| 8,4    | 75-89 ans    | 11,7   |
| 20,4   | 60-74 ans    | 20,5   |
| 21,3   | 45-59 ans    | 20,3   |
| 16,8   | 30-44 ans    | 16,3   |
| 15,2   | 15-29 ans    | 13,2   |
| 17     | 0-14 ans     | 15,6   |

## Économie

### Revenus
En 2018, la commune compte 102 ménages fiscaux, regroupant 185 personnes. La médiane du revenu disponible par unité de consommation est de 18 080 € (20 800 € dans le département).

### Emploi
| Division       | 2008  | 2013  | 2018  |
| -------------- | ----- | ----- | ----- |
| Commune        | 6,8 % | 5,8 % | 6,5 % |
| Département    | 6,3 % | 7,7 % | 7,7 % |
| France entière | 8,3 % | 10 %  | 10 %  |

En 2018, la population âgée de 15 à 64 ans s'élève à 93 personnes, parmi lesquelles on compte 79,3 % d'actifs (72,8 % ayant un emploi et 6,5 % de chômeurs) et 20,7 % d'inactifs,. En  2018, le taux de chômage communal (au sens du recensement) des 15-64 ans est inférieur à celui de la France et département, alors qu'en 2008 il était supérieur à celui du département et inférieur à celui de la France.
La commune fait partie de la couronne de l'aire d'attraction de Langeac, du fait qu'au moins 15 % des actifs travaillent dans le pôle,. Elle compte 41 emplois en 2018, contre 57 en 2013 et 71 en 2008. Le nombre d'actifs ayant un emploi résidant dans la commune est de 69, soit un indicateur de concentration d'emploi de 60,1 % et un taux d'activité parmi les 15 ans ou plus de 43,3 %.
Sur ces 69 actifs de 15 ans ou plus ayant un emploi, 28 travaillent dans la commune, soit 41 % des habitants. Pour se rendre au travail, 67,6 % des habitants utilisent un véhicule personnel ou de fonction à quatre roues, 2,9 % les transports en commun, 14,7 % s'y rendent en deux-roues, à vélo ou à pied et 14,7 % n'ont pas besoin de transport (travail au domicile).

## Culture et patrimoine

### Lieux et monuments
- Église Notre-Dame-de-Bon-Secours[34].
- Croix de Landes : croix en bois remplacée par une croix en fer forgé, fixée sur un bloc de pierre[35].
- Croix de Counil.
- Pierre dite de la Pierre-Trouée : marque le croisement de l'ancienne route de Saint-Flour à Langeac et du chemin du Boussillon à Pinols[36].
- Monuments aux morts.

### Héraldique
| Blason de Pinols | Blason  | D'or à trois pins de sinople.    |
| Blason de Pinols | Détails | Armes parlantes. Adopté en 2007. |